# 1984-es Eurovíziós Dalfesztivál
Az 1984-es Eurovíziós Dalfesztivál volt a huszonkilencedik Eurovíziós Dalfesztivál, melynek Luxemburg fővárosa, Luxembourg adott otthont. A helyszín a luxembourgi Théâtre Municipal volt.

## A résztvevők
Egy év kihagyás után tért vissza Írország. Görögország és Izrael visszalépett, így 19 dal versenyzett.
Izrael távolmaradásának oka, hogy a verseny napja egybeesett az izraeli Megemlékezés Napjával. Az izraeli induló Ilanit Balalaika című dala lett volna. Az énekesnő korábban két alkalommal, 1973-ban és 1977-ben  képviselte hazáját a versenyen.
Az 1972-es Eurovíziós Dalfesztivál után másodszor vett részt a német Mary Roos, illetve 1982 után a jugoszláv Izolda Barudžija. Az itt második helyezett ír Linda Martin később, 1992-ben győzni tudott.

## A verseny
Az est házigazdája a mindössze tizenkilenc éves Désirée Nosbusch volt, aki – akkoriban szokatlan módon – meglehetősen könnyed stílusban vezette a műsort. A verseny során bemutatta bámulatos nyelvtudását: a felvezető szövegeket angolul, németül, franciául és luxemburgi nyelven is elismételte.
Először fordult elő a dalverseny történetében, hogy a közönség fújolt egy dal után. Ez az Egyesült Királyságot képviselő Belle & the Devotions együttes produkcióját követően történt. Valószínűleg ennek oka az volt, hogy nem sokkal a verseny előtt egy 0:4-re végződött Luxemburg-Anglia labdarúgó-mérkőzés után dőlt el, hogy Anglia nem jutott ki az 1984-es labdarúgó-Európa-bajnokságra, és a csalódott angol szurkolók a meccs után Luxembourg városában okoztak botrányt.

## A szavazás
A szavazási rendszer megegyezett az 1980-as versenyen bevezetettel. Minden ország a kedvenc 10 dalára szavazott, melyek 1-8, 10 és 12 pontot kaptak. A szóvivők növekvő sorrendben hirdették ki a pontokat.
A szavazás izgalmasan alakult, az utolsó, portugál zsűri előtt 141-135-re vezetett Svédország Írország előtt. Azonban az utolsó zsűri mindössze két pontot adott az ír, és négyet a svéd dalnak, így végül Svédország nyerte meg a versenyt. Az ABBA 1974-es diadala után ez volt a második alkalom, hogy Svédország tudott győzni.
A Diggi-Loo Diggi-Ley című dalt a három Herrey-fivér adta elő. Az előadás az énekesek által viselt aranycipőkről – amelyekről maga a dal is szólt – maradt emlékezetes. Az Eurovíziós Dalfesztivál dalainak szövegét összegyűjtő diggiloo.net weboldal is e győztesről kapta a nevét.
A győztes svéd, és a negyedik helyen végzett dán dal mindegyik zsűritől kapott pontot.
Máig ez az utolsó alkalom, hogy a fellépési sorrendben elsőként előadott dal győzött.

## Térkép

Részt vevő országok
Országok, melyek korábban részt vettek, de ebben az évben nem

## Eredmények
| #  | Ország             | Nyelv       | Előadó                     | Dal                                | Magyar fordítás                | Helyezés | Pontszám |
| -- | ------------------ | ----------- | -------------------------- | ---------------------------------- | ------------------------------ | -------- | -------- |
| 01 | Svédország         | svéd        | Herreys                    | Diggi-Loo Diggi-Ley                | —                              | 1.       | 145      |
| 02 | Luxemburg          | francia     | Sophie Carle               | 100% d’amour                       | 100% szerelem                  | 10.      | 39       |
| 03 | Franciaország      | francia     | Annick Thoumazeau          | Autant d’amoureux que d’étoiles    | Annyi szerelmes, ahány csillag | 8.       | 61       |
| 04 | Spanyolország      | spanyol     | Bravo                      | Lady, Lady                         | Hölgy, hölgy                   | 3.       | 106      |
| 05 | Norvégia           | norvég      | Dollie de Luxe             | Lenge leve livet                   | Éljen soká az élet             | 17.      | 29       |
| 06 | Egyesült Királyság | angol       | Belle & the Devotions      | Love Games                         | Szerelmi játékok               | 7.       | 63       |
| 07 | Ciprus             | görög       | Andy Paul                  | Ána María Léna                     | Annamária Léna                 | 15.      | 31       |
| 08 | Belgium            | francia     | Jacques Zegers             | Avanti la vie                      | Folytasd az életedet           | 5.       | 70       |
| 09 | Írország           | angol       | Linda Martin               | Terminal 3                         | Hármas terminál                | 2.       | 137      |
| 10 | Dánia              | dán         | Hot Eyes                   | Det’ lige det                      | Ez pontosan az                 | 4.       | 101      |
| 11 | Hollandia          | holland     | Maribelle                  | Ik hou van jou                     | Szeretlek                      | 13.      | 34       |
| 12 | Jugoszlávia        | szerbhorvát | Vlado és Izolda            | Ciao, amore                        | Viszlát, szerelmem             | 18.      | 26       |
| 13 | Ausztria           | német       | Anita                      | Einfach weg                        | Csak menj                      | 19.      | 5        |
| 14 | Németország        | német       | Mary Roos                  | Aufrecht geh’n                     | Emelt fővel járj               | 13.      | 34       |
| 15 | Törökország        | török       | Beş Yıl Önce, On Yıl Sonra | Halay                              | —                              | 12.      | 37       |
| 16 | Finnország         | finn        | Kirka                      | Hengaillaan                        | Csavarogjunk                   | 9.       | 46       |
| 17 | Svájc              | német       | Rainy Day                  | Welche Farbe hat der Sonnenschein? | Milyen színű a napfény?        | 16.      | 30       |
| 18 | Olaszország        | olasz       | Alice és Franco Battiato   | I treni di Tozeur                  | Tozeur vonatai                 | 5.       | 70       |
| 19 | Portugália         | portugál    | Maria Guinot               | Silêncio e tanta gente             | Csend, és oly sok ember        | 11.      | 38       |

## Ponttáblázat
|                    | Zsűrik     | Zsűrik    | Zsűrik        | Zsűrik        | Zsűrik   | Zsűrik             | Zsűrik              | Zsűrik  | Zsűrik   | Zsűrik | Zsűrik    | Zsűrik      | Zsűrik   | Zsűrik      | Zsűrik      | Zsűrik     | Zsűrik | Zsűrik      | Zsűrik     | Zsűrik |
| Össz               | Svédország | Luxemburg | Franciaország | Spanyolország | Norvégia | Egyesült Királyság | Ciprusi Köztársaság | Belgium | Írország | Dánia  | Hollandia | Jugoszlávia | Ausztria | Németország | Törökország | Finnország | Svájc  | Olaszország | Portugália |        |
| ------------------ | ---------- | --------- | ------------- | ------------- | -------- | ------------------ | ------------------- | ------- | -------- | ------ | --------- | ----------- | -------- | ----------- | ----------- | ---------- | ------ | ----------- | ---------- | ------ |
| Svédország         | 145        |           | 6             | 6             | 4        | 10                 | 7                   | 12      | 7        | 12     | 12        | 10          | 4        | 12          | 12          | 3          | 8      | 10          | 6          | 4      |
| Luxemburg          | 39         |           |               |               | 7        |                    |                     | 7       |          | 5      | 5         |             | 8        |             |             | 4          |        |             | 3          |        |
| Franciaország      | 61         | 2         |               |               |          | 2                  | 6                   | 3       | 10       |        |           | 12          |          | 8           |             |            |        | 4           | 7          | 7      |
| Spanyolország      | 106        | 10        | 8             | 10            |          | 6                  | 4                   | 6       | 3        | 7      | 7         | 2           | 2        | 6           |             | 12         |        | 3           | 8          | 12     |
| Norvégia           | 29         | 8         | 7             |               |          |                    |                     |         | 1        | 3      |           |             |          |             | 2           |            | 6      | 2           |            |        |
| Egyesült Királyság | 63         | 3         | 1             |               | 3        | 8                  |                     | 2       | 2        | 8      | 1         | 4           | 1        | 2           | 7           | 1          | 4      |             | 10         | 6      |
| Ciprus             | 31         | 4         |               | 1             |          |                    |                     |         |          | 4      | 10        |             | 12       |             |             |            |        |             |            |        |
| Belgium            | 70         |           | 12            | 12            | 2        | 3                  |                     |         |          |        |           | 8           |          | 3           | 4           | 5          | 10     |             | 1          | 10     |
| Írország           | 137        | 12        | 5             | 3             | 10       | 4                  | 8                   | 10      | 12       |        | 3         | 7           |          | 10          | 10          | 10         | 7      | 12          | 12         | 2      |
| Dánia              | 101        | 5         | 3             | 8             | 6        | 12                 | 12                  | 5       | 8        | 10     |           | 3           | 6        | 4           | 5           | 2          | 5      | 1           | 5          | 1      |
| Hollandia          | 34         |           | 2             | 7             | 8        |                    | 1                   |         |          | 6      |           |             | 5        |             |             |            |        | 5           |            |        |
| Jugoszlávia        | 26         |           |               | 2             |          |                    | 3                   | 8       |          |        |           |             |          |             | 3           | 8          | 2      |             |            |        |
| Ausztria           | 5          |           |               |               |          |                    |                     |         |          | 1      | 4         |             |          |             |             |            |        |             |            |        |
| Németország        | 34         |           |               | 4             |          | 7                  | 2                   |         | 6        |        | 2         | 5           |          | 1           |             |            |        |             | 2          | 5      |
| Törökország        | 37         | 6         |               |               |          |                    | 5                   |         | 4        | 2      |           | 1           | 10       |             |             |            | 3      | 6           |            |        |
| Finnország         | 46         | 7         |               | 5             | 1        | 5                  |                     | 4       |          |        | 6         |             | 3        | 5           | 1           | 6          |        |             |            | 3      |
| Svájc              | 30         | 1         |               |               |          |                    | 10                  | 1       | 5        |        | 8         |             |          |             |             |            | 1      |             | 4          |        |
| Olaszország        | 70         |           | 10            |               | 12       | 1                  |                     |         |          |        |           |             |          | 7           | 6           | 7          | 12     | 7           |            | 8      |
| Portugália         | 38         |           | 4             |               | 5        |                    |                     |         |          |        |           | 6           | 7        |             | 8           |            |        | 8           |            |        |

## 12 pontos országok
| darab | 12 pontot kapó országok     |
| ----- | --------------------------- |
| 5     | Svédország                  |
| 4     | Írország                    |
| 2     | Belgium, Dánia, Olaszország |
| 1     | Franciaország, Ciprus       |

## Visszatérő előadók
| Előadó           | Ország      | Előző év(ek)          |
| ---------------- | ----------- | --------------------- |
| Izolda Barudžija | Jugoszlávia | 1982 (Aska tagjaként) |
| Mary Roos        | Németország | 1972                  |